# Zsáka
Zsáka es un pueblo ubicado en el distrito de Berettyóújfalu, en el condado de Hajdú-Bihar, Hungría.

## Superficie
Posee una superficie de 78,79 kilómetros cuadrados.

## Demografía
Hasta 2019 la población era de 1528 habitantes, con una densidad de población de 19,39 habitantes por kilómetro cuadrado.